# Gustavo Pons Muzzo
Gustavo Octavio Pons Muzzo, född 12 september 1916 i Tacna, död 6 februari 2008 i Lima, var en peruansk historiker och  lärare.
Pons föddes i Tacna, som då låg i Chile. Vid nio års ålder flyttade han till Lima med sin familj, där han gjorde sin skolgång. Han studerade sedan humaniora, juridik och utbildning vid Universidad Nacional Mayor de San Marcos. Han doktorerade i historia och ägnade sig åt undervisning i flera skolor i Lima, såväl som vid San Marcos.
Med sin erfarenhet som lärare började han redigera böcker om Perus historia för studenter. Dessa böcker var obligatorisk läsning för många generationer peruaner. Han är också författare till boken Las fronteras del Perú (”Perus gränser”) och andra verk som handlar om Perus internationella relationer med grannländerna. Ett annat av hans historiografiska intressen var La Libertador (befriaren) José de San Martín. Även om han var specialiserad på Perus republikanska historia, var han kännare av alla stadier av peruansk historia, från förcolumbiansk tid till 1900-talet.
Tack vare sitt pedagogiska arbete tilldelades han Orden de las Palmas Magisteriales i graden ”Amauta”, vilket är den högsta utbildningsutmärkelse som beviljas i Peru. Han mottog också Perus Solorden, i graden ”Storkors”.